# Horten Ho XIII
Horten Ho XIII foi uma aeronave do tipo asa voadora desenvolvida pelos Irmãos Horten durante a Segunda Guerra Mundial, para atender às necessidades do Reich.

## Versões
Apresentava apenas duas variantes, uma planadora que foi concebida e outra a jato, que não chegou a ser construída.

### Ho XIIIA
Versão planadora que foi construída e serviu como aeronave base para o Horten Ho X, que não foi construído (esse era um híbrido de planador e avião foguete).

### Ho XVIIIB
Versão turbojato/foguete do Ho XIIIA, com motor BMW 003R. Seria um caça com asa de voo, cujas asas faziam um ângulo de 60 graus para trás (ambas as versões possuíam). O leme era grande e vinha quase desde o nariz e quase ultrapassava as asas, que também suportava a cabine do piloto. Era armado com apenas 2 canhões MG 213 de 20mm. Seu primeiro voo foi planejado para meados de 1946, mas a guerra havia acabado antes disso.